# Parasitidae
Sous-cohorte
Super-famille
Famille
Les Parasitidae (Oudemans, 1901) sont une famille d'acariens Mesostigmata, la seule de la super-famille des Parasitoidea et de la sous-cohorte des Parasitiae. Elle contient 34 genres et près de 400 espèces.
- Synonymes : Poecilochiridae Willmann, 1940, Leptogamasini Juvara-Bals 1972, Saprogamasidae et Pergamasinae Juvara-Bals, 1976.

## Classification
- Aclerogamasus Athias, 1971
- Anadenosternum Athias-Henriot, 1980
- Carpaidion Athias-Henriot, 1979
- Colpothylax Athias-Henriot, 1980
- Cornigamasus Evans & Till, 1979
- Cycetogamasus Athias-Henriot, 1980
- Dicrogamasus Athias-Henriot, 1980
- Erithosoma Athias-Henriot, 1979
- Ernogamasus Athias Henriot, 1971 synonyme Valigamasus Karg, 1993
- Gamasodes Oudemans, 1939
- Heteroparasitus Juvara-Bals, 1976
  - Heteroparasitus (Heteroparasitus) Juvara-Bals, 1976
  - Heteroparasitus (Medioparasitus) Juvara Bals, 2002
- Holoparasitus Oudemans, 1936
- Leptogamasus Trägårdh, 1936
  - Leptogamasus (Breviperigamasus) Juvara-Bals, 1981
  - Leptogamasus (Holoperigamasus) Juvara-Bals, 1981
  - Leptogamasus (Leptogamasus) Trägårdh, 1936
- Mixogamasus Juvara-Bals, 1972
- Nemnichia Oudemans, 1936
- Ologamasiphis Holzmann, 1969
  - Ologamasiphis (Holzmannia) Juvara Bals, 2002
  - Ologamasiphis (Ologamasiphis) Holzmann, 1969
- Oocarpais Berlese, 1916
- Paracarpais Athias-Henriot, 1978
  -  Paracarpais (Aceocarpais) Athias-Henriot, 1978
  -  Paracarpais (Eteocarpais) Athias-Henriot, 1978
  -  Paracarpais (Gigacarpais) Athias-Henriot, 1978
  -  Paracarpais (Paracarpais) Athias-Henriot, 1978
- Parasitellus Willmann, 1939
- Parasitus Latreille, 1795
  -  Parasitus (Bacuterus) Karg, 1998
  -  Parasitus (Coleogamasus) Tikhomirov, 1969
  -  Parasitus (Dyoneogamasus) Athias-Henriot, 1979
  -  Parasitus (Eugamasus) Berlese, 1893
  -  Parasitus (Neogamasus) Tikhomirov, 1969
  -  Parasitus (Parasitus) Latreille, 1795 synonyme Gamasus Latreille, 1802
  -  Parasitus (Vulgarogamasus) Tichomirov, 1969
- Pergamasellus Evans, 1957
- Pergamasus Berlese, 1903
  - Pergamasus (Amblygamasus) Berlese, 1903
  - Pergamasus (Anchigamasus)
  - Pergamasus (Anidogamasus) Athias-Henriot, 1971
  - Pergamasus (Dyogamasus)
  - Pergamasus (Lysigamasus) Karg, 1971
  - Pergamasus (Meriadenogamasus) Athias-Henriot 1973
  - Pergamasus (Paragamasus) Hull, 1918
  - Pergamasus (Pergamasus) Berlese, 1903
  - Pergamasus (Thenargamasus) Athias-Henriot, 1971
  - Pergamasus (Triadogamasus) Athias-Henriot, 1971
- Phityogamasus Juvara-Bals & Athias-Henriot, 1972
- Phorytocarpais Athias-Henriot, 1979
- Poecilochirus Canestrini  & Canestrini, 1882
  - Poecilochirus (Poecilochirus) Canestrini  & Canestrini, 1882
  - Poecilochirus (Physoparasitus) Blackman & Evans, 1994
- Porrhostaspis Mueller, 1859
- Psilogamasus Athias-Henriot, 1969
- Rhabdocarpais Athias-Henriot, 1981
- Schizosthetus Athias-Henriot, 1982
- Taiwanoparasitus Tseng, 1995
- Tomeogamasus Athias-Henriot, 1971
- Trachygamasus Berlese, 1906 synonyme Saprogamasus Willmann, 1949
- Willmanniella Götz, 1969
- Zelogamasus Hennessey  & Farrier, 1989